# Sommer-Paralympics 2012/Reiten
Bei den Sommer-Paralympics 2012 in London wurden in insgesamt elf Entscheidungen im Dressurreiten Medaillen vergeben.

## Grade
Es werden vier Grade beim Behindertenreitsport unterschieden:
- I, für Reiter, deren Gliedmaßen nur begrenzt funktionsfähig sind, oder die eine beschränkte Balancefähigkeit haben. In dieser Klasse dürfen auch Reiter mit guten Armfunktionen, aber fehlender Rumpfbalance starten.
- II, für Reiter mit Bewegungsbehinderungen, aber mit teilweise guten Armfunktionen.
- III, für Reiter mit Behinderungen an zwei Gliedmaßen, blinde Reiter sowie einseitig hoch beinamputierte Reiter.
- IV, für Reiter mit Sehbehinderungen oder Beschränkungen in ein bis zwei Gliedmaßen.

## Wettbewerbe und Zeitplan

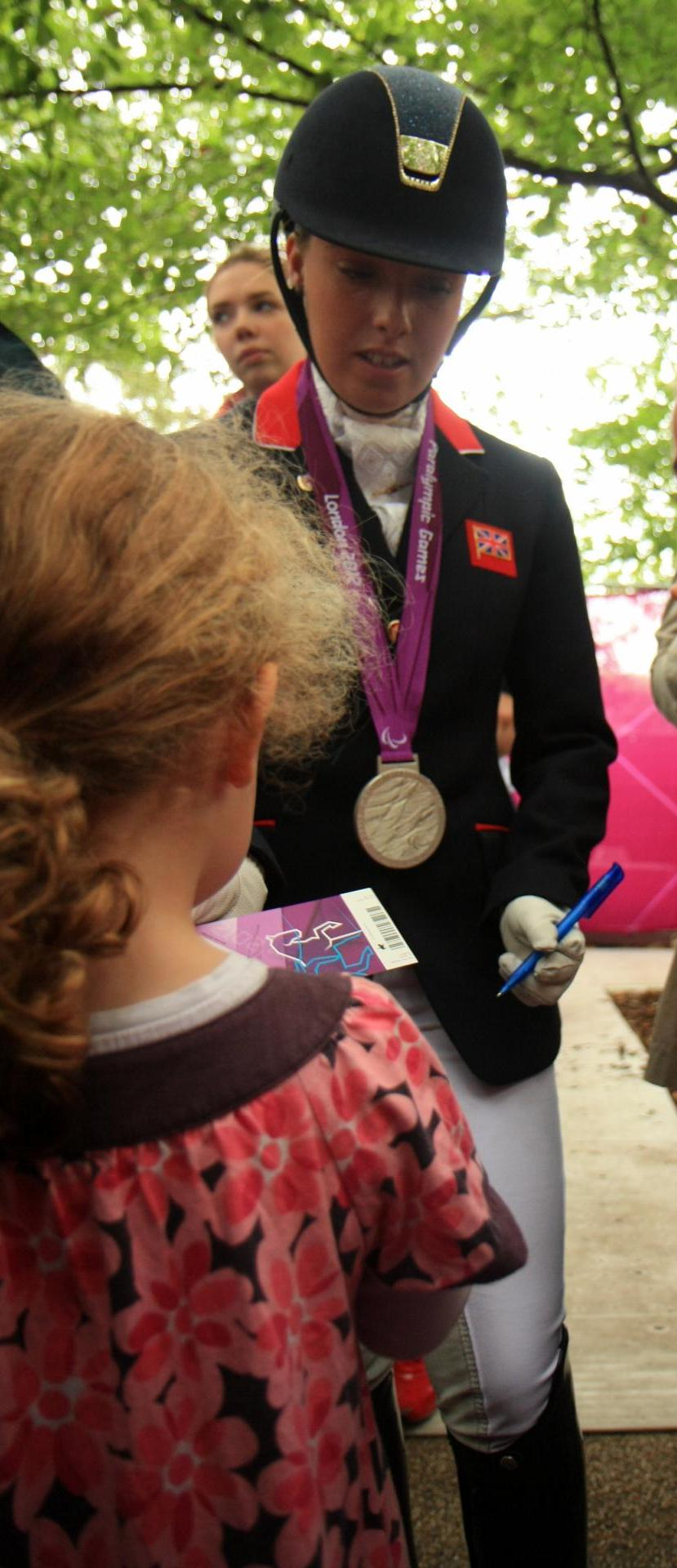
Sophie Wells, zweifache Silbermedaillengewinnerin Grade IV, gibt bei den Paralympics 2012 Autogramme

Die Dressurwettbewerbe fanden zwischen dem 30. August und dem 4. September 2012 statt, die Entscheidungen wurden ab dem 1. September ausgetragen. Austragungsort war das provisorische Reitsportstadion im Greenwich Park. Dort fanden auch die olympischen Reitsportwettkämpfe statt.
Es nahmen insgesamt 78 Athleten an den paralympischen Reitwettkämpfen teil. Männer und Frauen treten hier, wie im Reitsport üblich, gemeinsam in einem Wettkampf an. Damit war das Starterfeld um acht Athleten (mitsamt ihren Pferden) größer als in Hongkong vier Jahre zuvor.
Die Sportler traten für 26 Nationen an. Alle qualifizierten Nationen durften eine Equipe von vier Reitern mit ihren Pferden entsenden. Drei Nationen – die Mannschafts-Medaillengewinner der Weltreiterspiele 2010 (Großbritannien, Deutschland und Dänemark) – konnten zusätzlich einen Einzelstarter samt Pferd entsenden.
Mit elf Entscheidungen war das Programm mit dem der Sommer-Paralympics 2008 identisch.
| Mannschaft |
| Grade Ia   |
| Grade Ib   |
| Grade II   |
| Grade III  |
| Grade IV   |

## Entscheidungen und Ergebnisse

### Mannschaftswertung
Jede Mannschaft setzte sich aus jeweils bis zu vier Reitern pro Nation zusammen, wobei die drei besten Ergebnisse in die Wertung eingingen. Pro Mannschaft musste zumindest ein Reiter den Graden Ia, Ib oder Grade II zugeordnet sein. Zudem galt die Regelung, dass pro Mannschaft nicht mehr als drei Reiter einem Grade angehören durften.
Die Mannschaftswertung wurde in den Prüfungen vom 30. August bis zum 2. September entschieden. Zur Wertung zählten hierbei die Mannschaftsprüfung und der Championshiptest aller Grade.

#### Endergebnis
| Platz                                            | Land                   | Reiter und Pferde                        | Prozent            | Prozent          | Prozent   |
| Platz                                            | Land                   | Reiter und Pferde                        | Mannschaftsprüfung | Championshiptest | Gesamt    |
| 1                                                | Vereinigtes Königreich | Vereinigtes Königreich                   |                    |                  | 468,817   |
| ------------------------------------------------ | ---------------------- | ---------------------------------------- | ------------------ | ---------------- | --------- |
|                                                  |                        | Lee Pearson (Grade Ib) Gentleman         | 74,682             | 75,391           | 150,073   |
| Sophie Wells (Grade IV) Pinocchio                | 75,906                 | 76,323                                   | 152,229            |                  |           |
| Deborah Criddle (Grade III) LJT Akilles          | 72,926                 | 71,267                                   | (144,193)          |                  |           |
| Sophie Christiansen (Grade Ia) Janeiro           | 83,765                 | 82,750                                   | 166,515            |                  |           |
| 2                                                | Deutschland            | Deutschland                              |                    |                  | 440,970   |
|                                                  |                        | Angelika Trabert (Grade II) Ariva-Avanti | 67,143             | 76,000           | 143,143   |
| Britta Näpel (Grade II) Aquilina                 | 72,571                 | 76,048                                   | 148,619            |                  |           |
| Steffen Zeibig (Grade III) Waldemar              | 67,667                 | 66,233                                   | (133,900)          |                  |           |
| Hannelore Brenner (Grade III) Women of the World | 75,741                 | 73,467                                   | 149,208            |                  |           |
| 3                                                | Irland                 | Irland                                   |                    |                  | 428,313   |
|                                                  |                        | Eilish Byrne (Grade II) Youri            | 67,714             | 73,429           | 141,143   |
| James Dwyer (Grade IV) Orlando                   | 69,719                 | 68,516                                   | 138,235            |                  |           |
| Geraldine Savage (Grade Ia) Blues Tip Top Too    | 68,000                 | 68,800                                   | (136,800)          |                  |           |
| Helen Kearney (Grade Ia) Mister Cool             | 72,235                 | 76,700                                   | 148,935            |                  |           |
| 4                                                | Niederlande            | Niederlande                              |                    |                  | 428,253   |
|                                                  |                        | Gert Bolmer (Grade II) Vorman            | 66,143             | 70,143           | (136,286) |
| Petra van de Sande (Grade II) Valencia Z         | 68,095                 | 74,476                                   | 142,571            |                  |           |
| Frank Hosmar (Grade IV) Alphaville               | 71,781                 | 73,097                                   | 144,878            |                  |           |
| Sanne Voets (Grade III) Vedet PB                 | 72,037                 | 68,767                                   | 140,804            |                  |           |

### Einzelwertungen: Championshiptest
Die Einzelwertung erfolgte getrennt von der Mannschaftswertung. Pro Grade werden zwei Medaillensätze vergeben, der erste hiervon in den Championshiptests. Diese finden am 1. und 2. September 2012 statt.

#### Grade Ia
Der Championshiptest der Grade Ia-Reiter fand am 2. September 2012 ab 16:15 Uhr Ortszeit statt. Die Goldmedaillengewinnerin von 2008, die inzwischen 63-jährige Anne Dunham, war nicht mehr am Start. Neue paralympische Goldmedaillenträgerin ist die Britin Sophie Christiansen, die 2008 Silber gewann und bei den Weltreiterspielen 2010 bereits Einzelsiegerin mit ihrem Pferd Rivaldo of Berkeley wurde.
Endergebnis:
| Rang | Reiter              | Pferd              | Prozent  |
| ---- | ------------------- | ------------------ | -------- |
| 1    | Sophie Christiansen | Janeiro            | 82,750 % |
| 2    | Helen Kearney       | Mister Cool        | 76,700 % |
| 3    | Laurentia Tan       | Ruben James        | 73,650 % |
| 4    | Rihards Snikus      | Chardonnay         | 70,400 % |
| 5    | Liselotte Rosenhart | Priors Lady Rawage | 70,000 % |

#### Grade Ib

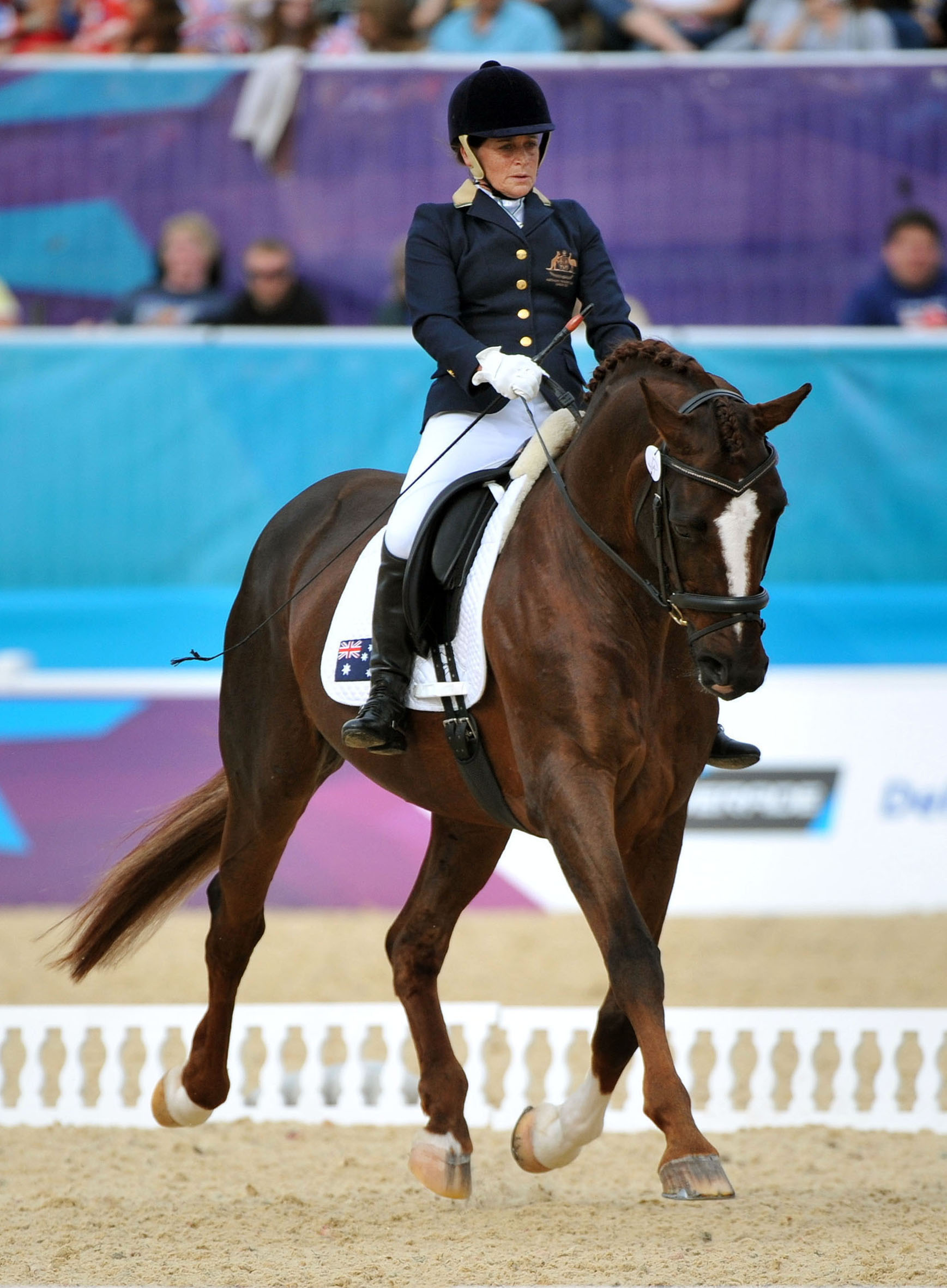
Goldmedaillengewinner: Joann Formosa und Worldwide PB im Championshiptest

Die Entscheidung der Grade Ib-Reiter wurde am 1. September 2012 ab 14:45 Uhr Ortszeit ausgetragen. Der Titelverteidiger und Dauersieger der letzten Jahre, Lee Pearson, verpasste vor heimischem Publikum knapp den Sieg. Dieser ging an Joann Formosa aus Australien. Die Bronzemedaille ging an den Paralympics-Neuling Pepo Puch, dessen Abstand zur Siegerin weniger als ein Prozent betrug.
Endergebnis:
| Rang | Reiter            | Pferd         | Prozent  |
| ---- | ----------------- | ------------- | -------- |
| 1    | Joann Formosa     | Worldwide PB  | 75,826 % |
| 2    | Lee Pearson       | Gentleman     | 75,391 % |
| 3    | Pepo Puch         | Fine Feeling  | 75,043 % |
| 4    | Jonathan Wentz    | Richter Scale | 70,348 % |
| 5    | Katja Karjalainen | Rosie         | 69,739 % |

#### Grade II
Am 1. September 2012 ab 9:00 Uhr Ortszeit wurde der Championshiptest der Grade II-Reiter durchgeführt. Der Sieg ging hierbei an die Britin Natasha Baker mit Cabral. Knapp den Sieg verpasste die Siegerin von 2008, Britta Näpel, die diesmal Aquilina ritt. Die Siegerin der Weltreiterspiele 2010, Petra van de Sande, wurde mit anderem Pferd Vierte.
Endergebnis:
| Rang | Reiter             | Pferd           | Prozent  |
| ---- | ------------------ | --------------- | -------- |
| 1    | Natasha Baker      | Cabral          | 76,857 % |
| 2    | Britta Näpel       | Aquilina        | 76,048 % |
| 3    | Angelika Trabert   | Ariva-Avanti    | 76,000 % |
| 4    | Petra van de Sande | Valencia Z      | 74,476 % |
| 5    | Eilish Byrne       | Youri           | 73,429 % |
|      | …                  |                 |          |
| 16   | Thomas Haller      | Hallers Dessino | 65,143 % |

#### Grade III
Startzeit des Championshiptests der Grade III-Reiter war 13:45 Uhr Ortszeit, diese Prüfung wurde am 2. September 2012 durchgeführt. Die Siegerin der Sommer-Paralympics 2008 und der Weltreiterspiele 2010, Hannelore Brenner, gewann mit ihrer Stute Women of the World auch den Championshiptest der Sommer-Paralympics 2012. Dabei war der Sieg nicht durchgängig sicher: Zwischenzeitlich vergaß Brenner den weiteren Ablauf der Dressuraufgabe und musste das Schiedsgericht fragen, welche Lektionsfolge als nächste zu reiten sei.
Die Silbermedaillengewinnerin von 2008 und 2010, Annika Lykke Dalskov, erreichte diesmal den dritten Rang. Steffen Zeibig, der 2011 von Grade II in die Wettkampfklasse Grade III wechselte, erreichte den achten Platz.
Endergebnis:
| Rang | Reiter               | Pferd              | Prozent  |
| ---- | -------------------- | ------------------ | -------- |
| 1    | Hannelore Brenner    | Women of the World | 73,467 % |
| 2    | Deborah Criddle      | LJT Akilles        | 71,267 % |
| 3    | Annika Lykke Dalskov | Aros A' Fenris     | 71,233 % |
| 4    | Susanne Sunesen      | Thy's Que Faire    | 69,700 % |
| 5    | Sanne Voets          | Vedet PB           | 68,767 % |
|      | …                    |                    |          |
| 8    | Steffen Zeibig       | Waldemar           | 66,233 % |

#### Grade IV
Der Championshiptest der Grade IV-Reiter fand am 2. September ab 9:00 Uhr Ortszeit statt. Die Siegerin von 2008, Philippa Johnson, erreichte mit anderem Pferd nur noch den 11. Rang. Sophie Wells, die bei den Weltreiterspielen 2010 mit Pinocchio Gold gewann, wurde diesmal Zweite.
Endergebnis:
| Rang | Reiter                  | Pferd         | Prozent  |
| ---- | ----------------------- | ------------- | -------- |
| 1    | Michèle George          | Rainman       | 77,065 % |
| 2    | Sophie Wells            | Pinocchio     | 76,323 % |
| 3    | Frank Hosmar            | Alphaville    | 73,097 % |
| 4    | Ciska Vermeulen         | Whooney Tunes | 71,613 % |
| 5    | Line Thorning Jørgensen | Di Caprio     | 70,258 % |
|      | …                       |               |          |
| 9    | Lena Weifen             | Don Turner    | 67,581 % |

### Einzelwertungen: Kür
Der zweite Medaillensatz pro Grade wird in der Kür des jeweiligen Grade vergeben. In diesen Küren können die Reiter die vorgeschriebenen Lektionen ihres Grade individuell zu einer Prüfung zusammenstellen. Auch schwierigere Lektionen, die in den Regelaufgaben der Wettkampfklassen der Athleten nicht vorgeschrieben sind, können eingebaut werden.

#### Grade Ia
Den Abschluss der Dressurreiter bei den Sommer-Paralympics 2012 bildete die Kür der Grade Ia-Reiter. Diese fand am 4. September 2012 ab 16:15 Uhr Ortszeit statt. Wie bereits im Championshiptest gewann die Britin Sophie Christiansen auch hier die Goldmedaille.
Endergebnis:
| Rang | Reiter              | Pferd             | Prozent  |
| ---- | ------------------- | ----------------- | -------- |
| 1    | Sophie Christiansen | Janeiro           | 84,750 % |
| 2    | Laurentia Tan       | Ruben James       | 79,000 % |
| 3    | Helen Kearney       | Mister Cool       | 78,450 % |
| 4    | Sara Morganti       | Royal Delight     | 73,900 % |
| 5    | Geraldine Savage    | Blues Tip Top Too | 72,300 % |

#### Grade Ib
Die Kür der Grade Ib-Reiter wurde am 3. September 2012 ab 14:45 Uhr Ortszeit ausgetragen. Die Goldmedaille dieser Entscheidung ging an den Weltrekordhalter der Kür des Grade Ib, Pepo Puch mit Fine Feeling. Der Sieger der Kür von 2008 sowie der Weltreiterspiele 2010, Lee Pearson, gewann Bronze. Den Silberrang sicherte sich die Finnin Katja Karjalainen.
Endergebnis:
| Rang | Reiter            | Pferd         | Prozent  |
| ---- | ----------------- | ------------- | -------- |
| 1    | Pepo Puch         | Fine Feeling  | 79,150 % |
| 2    | Katja Karjalainen | Rosie         | 74,250 % |
| 3    | Lee Pearson       | Gentleman     | 74,200 % |
| 4    | Joann Formosa     | Worldwide PB  | 73,700 % |
| 5    | Jonathan Wentz    | Richter Scale | 73,000 % |

#### Grade II
Am 3. September 2012 ab 9:00 Uhr Ortszeit wurde die Kür der Grade II-Reiter ausgetragen. Der Sieg ging, wie bereits im Championshiptest, an Natasha Baker, die diesmals jedoch mit deutlichem Vorsprung gewann. Die zwei weiteren Medaillen gingen an deutsche Reiterinnen.
Endergebnis:
| Rang | Reiter           | Pferd           | Prozent    |
| ---- | ---------------- | --------------- | ---------- |
| 1    | Natasha Baker    | Cabral          | 82,800 %   |
| 2    | Britta Näpel     | Aquilina        | 77,400 %   |
| 3    | Angelika Trabert | Ariva-Avanti    | 76,150 %   |
| 4    | Eilish Byrne     | Youri           | 75,250 %   |
| 5    | Rebecca Hart     | Lord Ludger     | 73,250 %   |
| 6    | Barbara Minneci  | Barilla         | 73.100 %   |
|      | …                |                 |            |
| —    | Thomas Haller    | Hallers Dessino | aufgegeben |

#### Grade III
Ab 13:45 Uhr Ortszeit wurde am 4. September 2012 die Kür der Grade III-Reiter durchgeführt. Auch in der Kür konnte Hannelore Brenner ihre Titel mit einer Führung von über drei Prozent verteidigen. Auch die zwei weiteren Medaillenränge sind von den Reiterinnen belegt, die diese auch schon im Championshiptest gewonnen hatten.
Endergebnis:
| Rang | Reiter               | Pferd              | Prozent  |
| ---- | -------------------- | ------------------ | -------- |
| 1    | Hannelore Brenner    | Women of the World | 81,700 % |
| 2    | Deborah Criddle      | LJT Akilles        | 78,550 % |
| 3    | Annika Lykke Dalskov | Aros A' Fenris     | 76,950 % |
| 4    | Sanne Voets          | Vedet PB           | 75,400 % |
| 5    | Susanne Sunesen      | Thy's Que Faire    | 73,550 % |
|      | …                    |                    |          |
| 8    | Steffen Zeibig       | Waldemar           | 67,150 % |

#### Grade IV
Am 4. September ab 9:00 Uhr Ortszeit wurde die Kür der Grade IV-Reiter ausgetragen. Diese Prüfung bestätigte auf den vorderen Plätzen das Ergebnis des Championshipstests, erneut gewann Michèle George aus Belgien. Sophie Wells, die bei den Weltreiterspielen 2010 mit Pinocchio auch in der Kür Gold gewann, wurde erneut Zweite.
Endergebnis:
| Rang | Reiter                  | Pferd         | Prozent  |
| ---- | ----------------------- | ------------- | -------- |
| 1    | Michèle George          | Rainman       | 82,100 % |
| 2    | Sophie Wells            | Pinocchio     | 81,150 % |
| 3    | Frank Hosmar            | Alphaville    | 78,600 % |
| 4    | Line Thorning Jørgensen | Di Caprio     | 76,800 % |
| 5    | Ciska Vermeulen         | Whooney Tunes | 75,000 % |
|      | …                       |               |          |
| 8    | Lena Weifen             | Don Turner    | 72,100 % |

## Medaillenspiegel
| Medaillenspiegel                 | Medaillenspiegel                 | Medaillenspiegel | Medaillenspiegel | Medaillenspiegel | Medaillenspiegel |
| Platz                            | Land                             | G                | S                | B                | Gesamt           |
| -------------------------------- | -------------------------------- | ---------------- | ---------------- | ---------------- | ---------------- |
| 1                                | Großbritannien                   | 5                | 5                | 1                | 11               |
| 2                                | Deutschland                      | 2                | 3                | 2                | 7                |
| 3                                | Belgien                          | 2                | –                | –                | 2                |
| 4                                | Österreich                       | 1                | –                | 1                | 2                |
| 5                                | Australien                       | 1                | –                | –                | 1                |
| 6                                | Irland                           | –                | 1                | 2                | 3                |
| 7                                | Singapur                         | –                | 1                | 1                | 2                |
| 8                                | Finnland                         | –                | 1                | –                | 1                |
| 9                                | Niederlande                      | –                | –                | 2                | 2                |
| 9                                | Dänemark                         | –                | –                | 2                | 2                |
| Gesamt nach allen Entscheidungen | Gesamt nach allen Entscheidungen | 11               | 11               | 11               | 33               |